# Charles Aznavour
Charles Aznavour (rojstno ime Shahnour Varenagh Aznavourian oziroma Charles Aznavurijan), francoski skladatelj, pisec besedil, šansonjer in igralec armenskega porekla, * 22. maj 1924, Pariz, Francija, † 1. oktober 2018, Mouriès.
Aznavour je bil eden najslavnejših francoskih šansonjerjev in najpopularnejši zunaj Francije. Prodal je več kot 100 milijonov plošč. Nastopati je pričel z devetimi leti in si nadel umetniško ime Aznavour. Prve velike slave je bil deležen kot varovanec in spremljevalec legendarne Édith Piaf na gostovanjih po Franciji in ZDA. Pogosto je imenovan tudi »francoski Frank Sinatra«, večino njegovih pesmi pa nosi ljubezensko tematiko. Napisal je več kot 1000 skladb, muzikalov, posnel preko 100 plošč in kot igralec nastopil v 60-ih filmih. Aznavour je pel v šestih jezikih (francoskem, angleškem, italijanskem, španskem, nemškem in ruskem), kar mu je omogočilo nastope v Carnegie Hallu in drugih eminentnih kulturnih središčih po svetu.
V 70. letih 20. stoletja je v Združenem kraljestvu postala velika uspešnica njegova skladba »She«, ki je dolgo zasedala 1. mesto na glasbenih lestvicah. Po katastrofalnem potresu v Armeniji je državi namenil precej dobrodelnih sredstev. V središču glavnega mesta Erevan je po njem poimenovan trg.
Aznavour je leta 1997 prejel francosko Legijo časti.